# Shreve
Shreve és una població dels Estats Units a l'estat d'Ohio. Segons el cens del 2000 tenia 1.582 habitants.

## Demografia
Segons el cens del 2000, Shreve tenia 1.582 habitants, 650 habitatges, i 427 famílies. La densitat de població era de 718,6 habitants per km².
Dels 650 habitatges en un 36,9% hi vivien nens de menys de 18 anys, en un 50% hi vivien parelles casades, en un 12,6% dones solteres, i en un 34,2% no eren unitats familiars. En el 31,5% dels habitatges hi vivien persones soles el 14,3% de les quals corresponia a persones de 65 anys o més que vivien soles. El nombre mitjà de persones vivint en cada habitatge era de 2,43 i el nombre mitjà de persones que vivien en cada família era de 3,08.
Per edats la població es repartia de la següent manera: un 29,9% tenia menys de 18 anys, un 7,8% entre 18 i 24, un 30% entre 25 i 44, un 18,5% de 45 a 60 i un 13,8% 65 anys o més.
L'edat mediana era de 35 anys. Per cada 100 dones de 18 o més anys hi havia 84,2 homes.
La renda mediana per habitatge era de 32.708 $ i la renda mediana per família de 39.405 $. Els homes tenien una renda mediana de 30.320 $ mentre que les dones 21.384 $. La renda per capita de la població era de 15.049 $. Aproximadament el 8,6% de les famílies i el 10,4% de la població estaven per davall del llindar de pobresa.

## Poblacions més properes
El següent diagrama mostra les poblacions més properes.